# Мехргон (Кушониёнский район)
Мехргон (тадж. Мехргон; до 2014 года – Ломоносов) — село в Кушониёнском районе Хатлонской области Республики Таджикистан. Подчинен администрации джамоата посёлка Бохтариён.
Находится на расстоянии 25 км от райцентра (пгт. им. Исмоила Сомони) и 4 км от посёлка Бохтариён.
Население — 1600 чел. (2017).